# Stormfront
Stormfront è un forum di discussione su internet, caratterizzato dal fatto di dare espressione a posizioni di nazionalismo bianco, supremazia bianca, antisemitismo e neonazismo; è indicato anche come il più grande sito di incitamento all'odio presente in Internet.
Il sito va on line nei primi anni novanta e nel 1995 diviene il sito web di riferimento dell'ex-leader del Ku Klux Klan, Don Black. Riceve l'attenzione dei media statunitensi nel 2000 dopo essere diventato il soggetto principale di un documentario denominato Hate.com. Stormfront ha più volte propagandato teorie o interpretazioni di eventi dell'attualità politica e della storia funzionali all'agenda politica dei suprematisti bianchi: tra queste, una delle più celebri è quella riguardante gli assalti alle fattorie in Sudafrica nei territori a maggioranza bianca, presentata da Stormfront come la prova di un presunto piano genocida operato dai sudafricani neri.
Il sito è stato bloccato in Francia e Germania.

## Storia
David Duke, esponente di spicco del Ku Klux Klan, diventò deputato della Louisiana nel 1990 con una campagna che vide debuttare la testata Stormfront. Il nome venne scelto per darsi una connotazione di fronte politico o militare (come la Stoßtrupp o le Sturmabteilung nella Germania nazista). Nel marzo 1995 Stormfront diventa un sito web. Nel 2002 gli utenti registrati al sito erano 5.000, per arrivare a 52.000 nel giugno 2005; nel dicembre 2008, per effetto delle reazioni all'elezione di Barack Obama, primo presidente afroamericano, gli utenti arrivano a 133.000. Dieci anni dopo, al 31 dicembre 2018, gli utenti registrati sono 338.000.

## In Italia
In Italia venne alla ribalta per avere pubblicato una blacklist di ebrei italiani appartenenti al mondo della cultura, della politica, dell'informazione e della televisione: nella lista erano menzionati Gad Lerner, Carlo De Benedetti, Roberto Saviano, Franco Bernabè, Susanna Tamaro, David Sassoli, gli Elkann, Enrico Mentana, Corrado Augias, Antoine Bernheim, Maurizio Molinari, Clemente Mimun, Alessandro Haber, Luca Barbareschi, Arnoldo Foà e Franca Valeri.
Nel novembre 2012 Polizia postale e Digos hanno notificato delle ordinanze di custodia cautelare in carcere a tre moderatori del sito e un altro soggetto. Gli arrestati sono indagati per delitti realizzati su internet per incitamento all'odio razziale e antisemitismo. Il sito, con provvedimento richiesto dal pubblico ministero ed emesso dal Giudice per le indagini preliminari, era stato reso inaccessibile dall'Italia.